# Santippo (stratego)
Santippo (in greco antico: Ξάνθιππος?, Xánthippos; fl. III secolo a.C.) è stato un militare egizio del periodo tolemaico, vissuto nel III secolo a.C.

## Biografia
Durante la terza guerra siriaca, combattuta tra Tolomeo III da un lato e da Seleuco II e Laodice I dall'altro, Santippo fu nominato nel gennaio del 245 a.C. governatore militare (στρατηγός, strategós) delle terre al di là dell'Eufrate, appena conquistate dal re egizio, e rimase quindi a Babilonia. Tuttavia, poco dopo, Tolomeo fu costretto a tornare in patria e Seleuco riconquistò i territori della Mesopotamia, cacciando Santippo tra luglio e agosto dello stesso anno.